# Nucleobase

De voorstelling van de waterstofbrugvorming tussen adenine en thymine

De voorstelling van de waterstofbrugvorming tussen cytosine en guanine

Een nucleobase is een base die als onderdeel van RNA en DNA samen met een andere nucleobase een basenpaar kan vormen. De meest voorkomende nucleobasen zijn cytosine, guanine, adenine, thymine en uracil, respectievelijk afgekort met C, G, A, T en U. Andere nucleobasen zijn xanthine en hypoxanthine, gemuteerde vormen van respectievelijk guanine en adenine, en afgekort als X en HX. Zij komen niet van nature voor in de genetische code, behalve door mutatie, maar wel als intermediair bij de vorming van nucleobasen.
De basen C, G, A en T (compact in alfabetische volgorde opgesomd als ACGT) komen voor in het DNA, terwijl de basen C, G, A en U voorkomen in het RNA. Het DNA bestaat uit een dubbelstreng en de basen komen in paren voor, gebonden door waterstofbruggen. Adenine vormt met thymine een paar, gebonden door twee waterstofbruggen. Cytosine en guanine vormen een paar, gebonden door  drie waterstofbruggen. In RNA vormen cytosine en guanine ook een paar, maar wordt thymine vervangen door uracil, dat met adenine een paar vormt ook gebonden door twee waterstofbruggen. 

## Indeling
De nucleobasen worden ingedeeld in twee groepen, afhankelijk van de basisstructuur waar ze van zijn afgeleid:
- Purine-basen: adenine, guanine, hypoxanthine en xanthine hebben de basisstructuur van purine.
- Pyrimidine-basen: cytosine, uracil en thymine hebben de basisstructuur van pyrimidine.

## Afgeleide structuren
Een nucleobase die covalent gebonden is aan de 1'-positie van ribose of desoxyribose wordt een nucleoside (of respectievelijk een ribonucleoside of desoxyribonucleoside) genoemd. Als er aan de 5'-positie ook nog fosfaatgroepen zitten, spreekt men van een nucleotide (respectievelijk een ribonucleotide of desoxyribonucleotide). DNA en RNA kunnen beschouwd worden als polymeren van nucleotiden.
Daarnaast komen nog andere derivaten van de gangbare nucleobasen voor:
- 5,6-dihydro-uracil
- 5-methylcytosine[3]
- 5-hydroxymethylcytosine[3]
- 5-formylcytosine[3]
- 5-carboxylcytosine[3]

in DNA en RNA: adenine · cytosine · guanine

in DNA: thymine — in RNA: uracil